# ニーム・ポン＝デュ＝ガール駅
ニーム・ポン＝デュ＝ガール駅（フランス語: Gare de Nîmes-Pont-du-Gard）は、フランスのオクシタニー地域圏ガール県ニーム郡 マンドゥエルにあるフランス国鉄（SNCF）の駅である。2019年開業。ニームとモンペリエの鉄道バイパスと、タラスコン-セット線の交わる場所に位置し、TGVとTERの両方の接続が可能である。
ニームからは14km、ポン・デュ・ガールからは23kmの場所に位置している。

## 隣の駅
フランス国鉄
TGV inOui
ヴァランスTGV駅 - ニーム・ポン＝デュ＝ガール駅 - モンペリエ・シュド＝ドゥ＝フランス駅
Ouigo
ヴァランスTGV駅 / リヨン・サン＝テグジュペリTGV駅 / リヨン・ペラーシュ - ニーム・ポン＝デュ＝ガール駅 - モンペリエ・シュド＝ドゥ＝フランス駅
TERオクシタニー
タラスコン駅 / ボーケール駅 - ニーム・ポン＝デュ＝ガール駅 - ニーム駅